# Rheocles pellegrini
Rheocles pellegrini é uma espécie de peixe da família Bedotiidae.
É endémica de Madagáscar.
Os seus habitats naturais são: rios.